# Karl-Marx-Büste (Neuruppin)

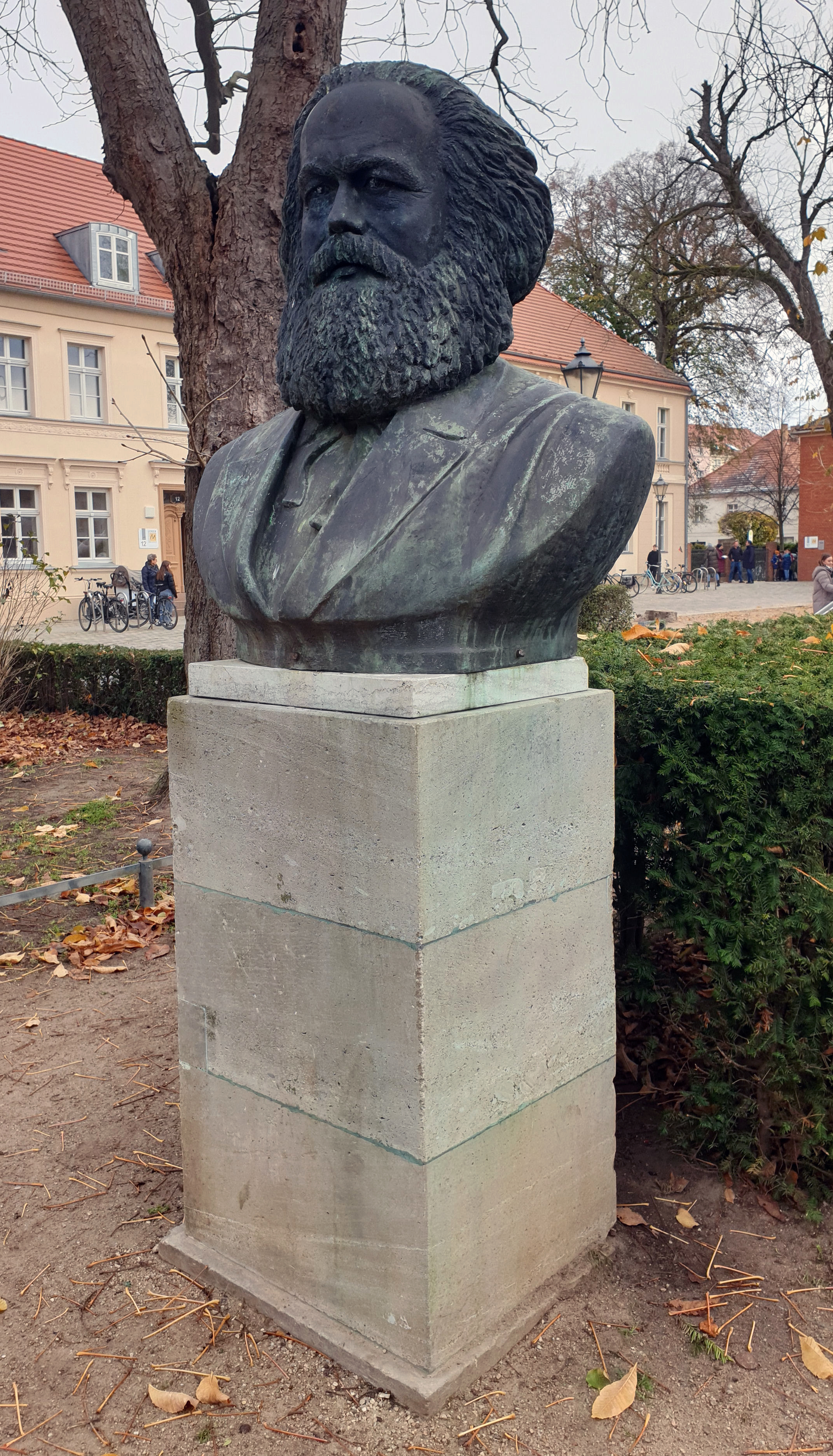
Karl-Marx-Büste (2022); im Hintergrund das Alte Gymnasium

Die Karl-Marx-Büste in Neuruppin ist ein Denkmal für den deutschen Philosophen und Ökonomen Karl Marx.  
Sie ist eine Replik des vom Bildhauer Fritz Cremer 1953/54 gefertigten Originals und wurde am Tag der Republik 1959 in Neuruppin errichtet. Das Gewicht der Büste beträgt ca. 800 Kilogramm.
Positioniert wurde die auf einem Sockel stehende Bronzebüste zentral auf dem Schulplatz – später zwischen zwei Springbrunnen – gegenüber dem Alten Gymnasium (zum Zeitpunkt der Aufstellung Fontane-Oberschule). Zuvor hatte von 1829 bis 1947 an ihrer Stelle das Denkmal für Friedrich Wilhelm II. gestanden. Das Denkmal für Karl Friedrich Schinkel, das seit 1939 daneben ebenfalls auf dem Schulplatz stand, wurde bereits vorher im selben Jahr demontiert und erneut hinter die Pfarrkirche gesetzt.
Zum Abschluss der Deutschen Wiedervereinigung im Oktober 1990 war sie von Unbekannten vom Sockel gerissen und in einen der Springbrunnen geworfen, kurz danach jedoch wieder aufgestellt worden. Zwischenzeitig entfernt wurde die Büste erst 1996. Denn im Jahr 2000 erhielt sie auf Beschluss der Stadtverordnetenversammlung einen neuen Platz im Rosengarten. Die Wiederaufstellung am 1. November erregte bereits vorher Aufsehen. So wurde der vorher aufgestellte Sockel mit „Marx ist Murx“ bzw. „K. Murx“ beschmiert und nachdem das Denkmal am neuen Ort errichtet worden war, nachmittags durch die Junge Union mit einem Sack verhüllt. Besonderes Missfallen wurde vom seinerzeitigen JU-Kreischef Jan Regmann darüber geäußert, dass Marx eine Beziehung zu Neuruppin fehle und die Statue dazu an Allerheiligen wiedererrichtet wurde.
Zum 200. Geburtstag von Marx fand hier eine Gedenkveranstaltung auf Einladung des Linken-Kreisverbandes statt. Dabei hielt der ehemalige Bürgermeister Neuruppins Otto Theel eine Rede.